# Día de Carl Sagan
El Día de Carl Sagan es una celebración anual con motivo del aniversario de nacimiento del astrónomo y divulgador científico Carl Sagan (9 de noviembre de 1934), y que tiene como propósito incrementar el interés del público en la astronomía y la investigación científica. El Día de Carl Sagan fue presentado en 2009 por el capítulo de Fort Lauderdale del Center for Inquiry, en Estados Unidos, y una coalición de organizaciones promotoras de la ciencia y el humanismo secular. De allí se ha extendido en los siguientes años, especialmente entre los simpatizantes del racionalismo y el escepticismo. La iniciativa en la actualidad también cuenta con el apoyo de la James Randi Educational Foundation.